# Thysanopyga prunicolor
Thysanopyga prunicolor är en fjärilsart som beskrevs av W. Warren 1908. Thysanopyga prunicolor ingår i släktet Thysanopyga och familjen mätare. Inga underarter finns listade i Catalogue of Life.